# Liste d'écrivains wallons

## En français

### A
- Gérard Adam
- André-Marcel Adamek
- Nicolas Ancion
- Christian Andersen
- Frank Andriat
- Christine Aventin

### B
- André Baillon
- André Balthazar
- Thilde Barboni
- Jean-Baptiste Baronian
- France Bastia
- Jean-Claude Baudet
- Julos Beaucarne
- Charles Bertin
- Rémi Bertrand
- André Blavier
- Georges Bleuhay
- Pascal Blondiau
- Madeleine Bourdouxhe

### C
- Michel Camus
- Michel Claise
- Paul Colinet
- Gaston Compère
- Alexis Curvers

### D
- Géo Dambermont
- Francis Dannemark
- Maur Dantine
- Serge Delaive
- Robert Delcourt
- Luc Dellisse
- Patrick Delperdange
- Pierre Demeuse
- Guy Denis
- Maurice Des Ombiaux
- Roger Desaise
- Jules Destrée
- Conrad Detrez
- Xavier Deutsch
- Annick Dimanche
- André-Joseph Dubois
- Richard Dupierreux

### E
- François Emmanuel
- André-Bernard Ergo

### F
- Pascale Fonteneau
- Roger Foulon

### G
- Guy Goffette
- Jean Guillaume

### H
- Xavier Hanotte
- Jacqueline Harpman
- Thierry Haumont
- Marcel Havrenne
- Pierre Hazette
- Jacques Henrard
- Bernadette Herman

### J
- François Jacqmin
- Armel Job
- Christian Janssen-Dederix

### K
- Frédéric Kiesel
- Edgar Kosma
- Théodore Koenig
- Hubert Krains

### L
- Victoria B. Lohay
- Jean Louvet
- Claire Lejeune

### M
- Nicole Malinconi
- Constant Malva
- Omer Marchal
- Arthur Masson
- Jacques Mercier
- Pierre Mertens
- Marcel Moreau
- Julienne M. Moulinasse
- Albert Moxhet

### N
- Jacques Nicolas
- Françoise Nimal
- Amélie Nothomb

### P
- Françoise Pirart
- Christophe Pirotte
- Charles Plisnier

### Q
- Marc Quaghebeur

### R
- Gabriel Ringlet
- Dominique Rolin

### S
- Jérémie Sallustio
- Eugène Savitzkaya
- André Schmitz
- Louis Scutenaire
- Jean-Claude Servais (Bédé)
- Georges Simenon
- Jules Sottiaux
- André Stas
- Stanislas-André Steeman (roman policier)

### T
- Albin-Georges Terrien
- Marcel Thiry
- Bernard Tirtiaux
- Jean-Philippe Toussaint
- Olivier Degée dit Jean Tousseul

### V
- Raoul Vaneigem
- Stephan Van Puyvelde
- Jean-Pierre Verheggen

### W
- Antoine Wauters
- Albert Wayens
- Isabelle Wéry
- François Weyergans
- Raymond Wilvers

www.victoriablohay.info

## En allemand
- Marcel Cremer

## En wallon
- Robert Arcq
- François Baillieux
- Willy Bal
- Julos Beaucarne
- Gabrielle Bernard
- Léon Bernus
- Jacques Bertrand
- Paul Biron
- André Blavier
- Nicolas Bosret
- Jean-Denys Boussart
- Théophile Bovy
- Henri Bragard
- Jean Brumioul
- Guy Cabay
- Joseph Calozet
- Arille Carlier
- Jules Claskin
- Nicolas Defrêcheux
- Jean-Joseph Dehin
- Chantal Denis
- Jacques Desmet
- Franz Dewandelaer
- Joseph Dewez
- Jenny D'Inverno
- Daniel Droixhe
- Michel Duchatto
- Charles Duvivier de Streel
- Joseph Duysenx
- François Duysinx
- Jean-Luc Fauconnier
- Pierre Faulx
- Guy Fontaine
- André Gauditiaubois
- Victor George
- Émile Gilliard
- Jean Gustave Glesner
- Jean Guillaume
- Jeanne Houbart-Houge
- Laurent Hendschel
- Dominique Heymans
- Henri Hurard
- Georges Ista
- Auguste Laloux
- Jean Lamoureux
- Émile Lempereur
- Bernard Louis
- Albert Maquet
- Lucien Maréchal
- Marcelle Martin
- Arthur Masson
- Michel Meurée
- Paul Moureau
- Louis Remacle
- Édouard Remouchamps
- Dieudonné Salme
- Joseph Selvais
- Henri Simon
- Georges Simonis
- Charles-Nicolas Simonon
- Jules Sottiaux
- Emile Stiernet
- Yvonne Stiernet
- Josée Spinosa-Mathot
- Paul-Henri Thomsin
- Danielle Trempont-Bury
- Nicolas Trokart
- Norbert Trokart
- Joseph Vrindts
- Léon Warnant
- Jacques Warnier
- Jean-Marie Warnier
- Edmond Wartique
- Charles Wérotte
- Georges Willame
- Arthur Xhignesse

## En picard
- David André
- Paul André
- Daniel Barbez
- André Capron
- Bruno Delmotte
- Christian Derycke
- Rose-Marie François
- Jean-Marie Kajdanski
- Géo Libbrecht
- Paul Mahieu
- Roland Thibeau

## En gaumais
- Jean-Luc Geoffroy
- Georges Themelin
- Albert Yande